# Stelling van Gauss-Lucas
De stelling van Gauss-Lucas is een stelling uit de complexe functietheorie. De stelling legt een meetkundig verband tussen de nulpunten van een polynoom en de nulpunten van de afgeleide van dat polynoom. De stelling is naar Carl Friedrich Gauss en de Franse wiskundige Félix Lucas genoemd.
Wanneer een veelhoek in het complexe vlak zowel convex is als alle nulpunten van een complex polynoom bevat, liggen ook alle nulpunten van de afgeleide van het polynoom in die veelhoek. Anders geformuleerd: de nulpunten van de afgeleide van een complex polynoom liggen in het convexe omhulsel van de nulpunten van het polynoom zelf.
In het geval dat alle nulpunten van een polynoom {\displaystyle f} op één lijn liggen, liggen de nulpunten van de afgeleide van {\displaystyle f} op het kleinste lijnstuk waar alle nulpunten van {\displaystyle f} op liggen. Een bijzonder en aangescherpt geval voor derdegraadspolynomen is de stelling van Marden.

## Voorbeeld
- Neem {\displaystyle f(x)=ax^{2}+bx+c=a(x-x_{1})(x-x_{2})}.

{\displaystyle f'(x)=2ax+b=a(x-x_{1}+x-x_{2})=0\ \Longleftrightarrow \ x=-{\frac {b}{2a}}={\frac {x_{1}+x_{2}}{2}}}

## Bewijs
Alle punten {\displaystyle P} in een convexe n-hoek in het complexe vlak met hoekpunten {\displaystyle A_{1},\ldots ,A_{n}} met plaatsvectoren {\displaystyle \mathbf {a} _{1},\ldots ,\mathbf {a} _{n}} kunnen worden weergegeven als {\displaystyle P=t_{1}\mathbf {a} _{1}+\ldots +t_{n}\mathbf {a} _{n}} met alle {\displaystyle t_{i}\in [0,1]}. Dat is voor een punt in veelhoeken met meer dan drie hoeken zelfs op meer manieren mogelijk.
Ieder polynoom {\displaystyle f} van de graad {\displaystyle n} in de variabele {\displaystyle x} kan volgens de hoofdstelling van de algebra als het product worden geschreven van een constante en {\displaystyle n} keer het verschil tussen {\displaystyle x} en de nulpunten {\displaystyle a_{i}} van {\displaystyle f}.
{\displaystyle f(z)=\alpha \prod _{i=1}^{n}(z-a_{i})}
Het quotiënt van de afgeleide {\displaystyle f'} van {\displaystyle f} en {\displaystyle f} zelf is 
{\displaystyle {\frac {f'(z)}{f(z)}}=\sum _{i=1}^{n}{\frac {1}{z-a_{i}}}=\sum _{i=1}^{n}{\frac {{\overline {z}}-{\overline {a_{i}}}}{|z-a_{i}|^{2}}}}
Voor een nulpunt {\displaystyle z} van {\displaystyle f'} is
{\displaystyle \sum _{i=1}^{n}{\frac {\overline {z}}{|z-a_{i}|^{2}}}=\sum _{i=1}^{n}{\frac {\overline {a_{i}}}{|z-a_{i}|^{2}}}}
Dat betekent dat
{\displaystyle z=\sum _{i=1}^{n}{\frac {|z-a_{i}|^{-2}}{\sum _{j=1}^{n}|z-a_{j}|^{-2}}}a_{i}}